# Bismarck-Denkmal (Frankfurt-Höchst)

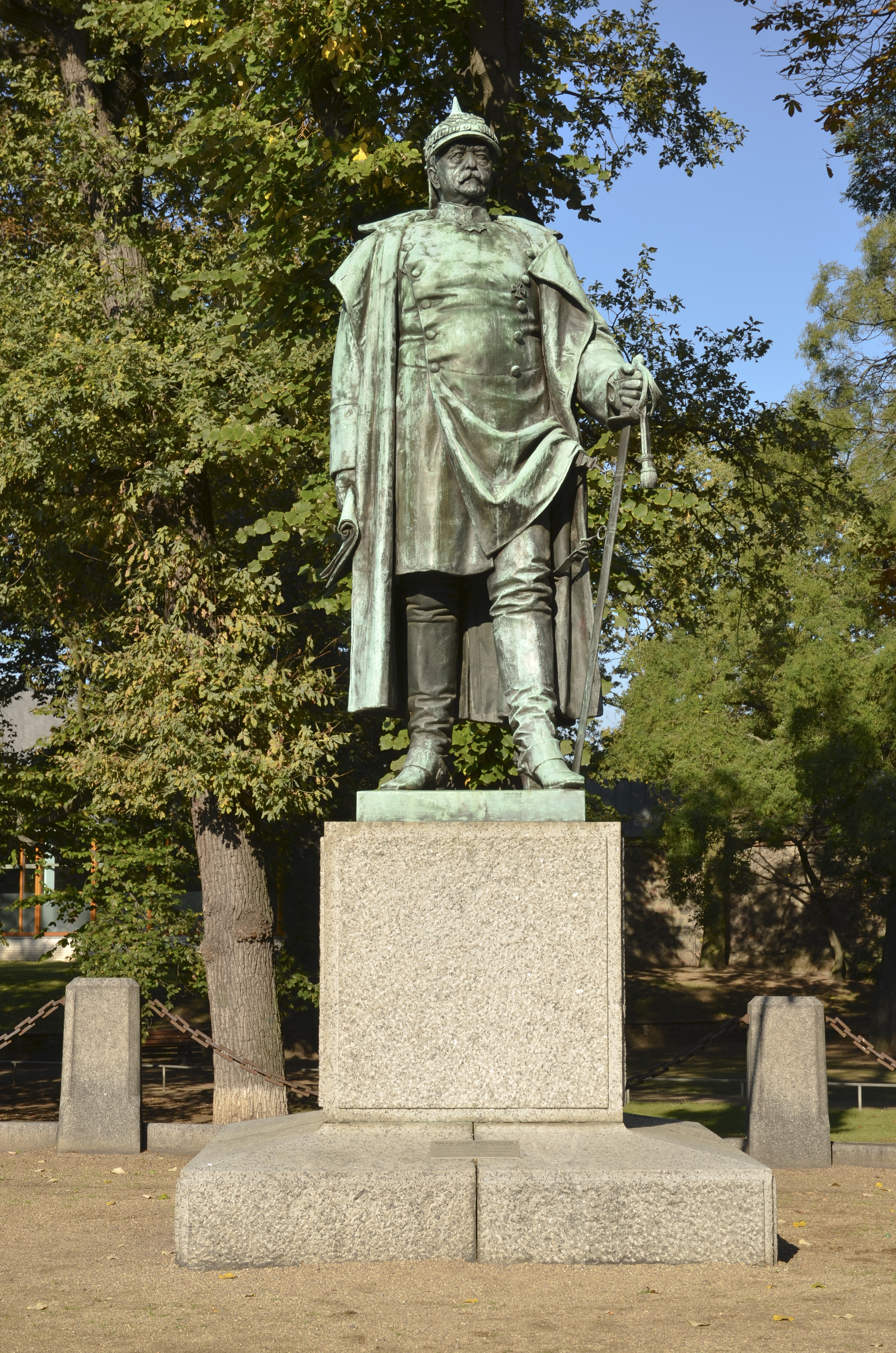
Bismarck-Denkmal in Frankfurt-Höchst

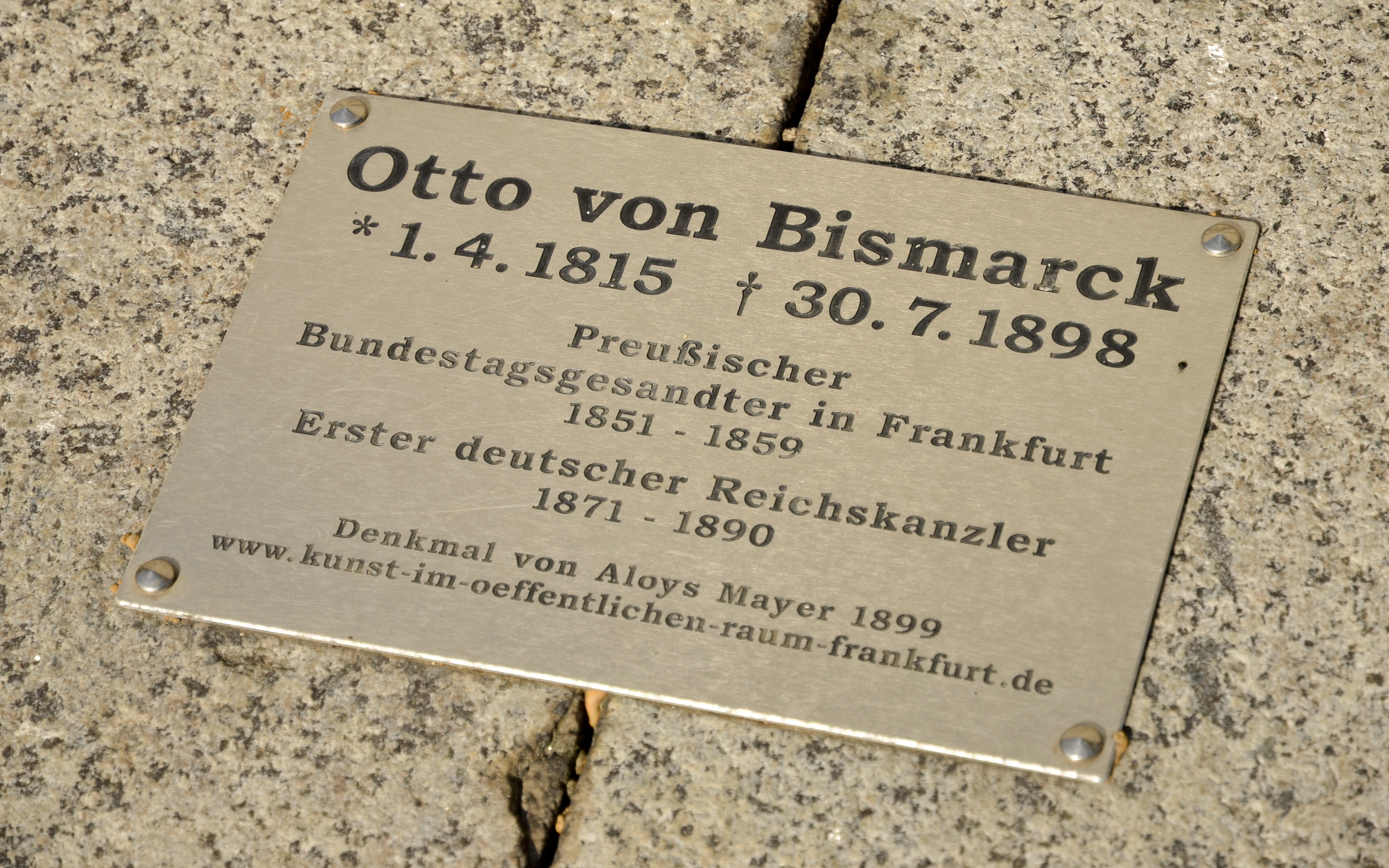
Plakette des Denkmals

Das Bismarck-Denkmal in Frankfurt-Höchst war eine Bronzestatue, die den deutschen Politiker und Staatsmann Otto von Bismarck (1815–1898) darstellte. Nach Bismarcks Tod stifteten nationalgesinnte Bürger überall in Preußen Bismarckdenkmäler, auch in der damals zur Provinz Hessen-Nassau gehörenden Kreisstadt Höchst. Das Werk des Münchener Bildhauers Alois Mayer wurde am 30. Mai 1899 enthüllt.
Anders als das 1908 in der Frankfurter Gallusanlage aufgestellte Bismarck-Denkmal wurde es 1940 nicht für die Metallspende des deutschen Volkes zerstört und eingeschmolzen, weil die Nationalsozialistische Stadtregierung ihm einen „heimatlichen Wert“ zusprach.
Im November 2024 wurde das Denkmal von Unbekannten, wohl aus politischen Gründen, gestürzt und dabei zerstört. In einem Post auf der Plattform Indymedia wurde ein Zusammenhang mit der am 15. November 1884 eröffneten Kongokonferenz hergestellt. Diese Konferenz fand auf Einladung Bismarcks statt.

## Beschreibung
Die überlebensgroße Bronzestatue zeigt Bismarck in aufrechter Haltung mit gespornten Stiefeln, Uniformrock und Pickelhaube. Er stützt sich mit der linken Hand auf einen Säbel ab, in der Rechten hält er einige Schriftstücke. Eine Plakette am Granitsockel nennt u. a. das Geburts- und das Todesdatum Bismarcks sowie seine Amtszeiten als preußischer Bundestagsgesandter in Frankfurt (1851–1859) und deutscher Reichskanzler (1871–1890).
Die Inschrift auf der Plinthe lautet:
- RUPP’sche ERZGIESSEREI Inh. H. KLEMENT./MÜNCHEN (auf der rechten Seite)
- ALOIS MAYER FEC/MÜNCHEN 1899 (auf der linken Seite)

## Vandalismus
2020 kam es ausgehend von einer Protestbewegung in den USA auch in europäischen Ländern zu Angriffen auf Denkmäler, die mit der Geschichte von Sklaverei und Kolonialismus in Verbindung gebracht werden. Kritikern gilt Bismarck zuweilen als Verantwortlicher für die deutsche Kolonialpolitik. Unbekannte beschmierten das Bismarck-Denkmal in Höchst mit roter Farbe. Der Historiker Christoph Cornelißen lehnte die Entfernung von Denkmälern ab; allenfalls könnten ergänzende Schrifttafeln an Sockeln angebracht werden, welche belastende geschichtliche Themen deutlich benennen und erklären.